# Giuliano Bonfante
Giuliano Bonfante (6 de agosto de 1904 - 9 de septiembre de 2005), romanista e hispanista italiano.
Profesor de Lingüística Románica en España, en Suiza, en Princeton, Chicago y Wisconsin, se jubiló como profesor de Glotología en la Universidad de Génova y fundó en España la revista Emérita. Hizo importantes estudios sobre Indoeuropeo y Semántica general.
- Datos: Q716806
- Multimedia: Giuliano Bonfante / Q716806